# Damien Hirst
Damien Steven Hirst, född 7 juni 1965 i Bristol, är en brittisk konstnär. 
Hirst framställer konstverk med förmåga att provocera. De föreställer bland annat människokroppen, döda djur eller delar av djur badande i konserverande formaldehyd, likt museimontrar eller laboratoriesamlingar. Ett av hans mest berömda verk är "For the Love of God" från 2007, som består av ett kranium täckt med 8 601 diamanter. Verket har värderats till närmare 1 miljard kronor, men det såldes 2012 för 50 miljoner pund (drygt 500 miljoner kronor). Hirst har även gjort ett verk av cigarettfimpar, som av misstag slängdes av en städare som trodde det var skräp. Hirst har på sin konst blivit lika förmögen som de konstinvesterare han primärt vänder sig till med sina ofta omdebatterade verk. Han investerar också, utöver sin konstverksamhet, betydande belopp i ett solkraftverk, som väntas stå för nära 2 procent av den totala kapaciteten av solgenererad el i Storbritannien.

## Bilder

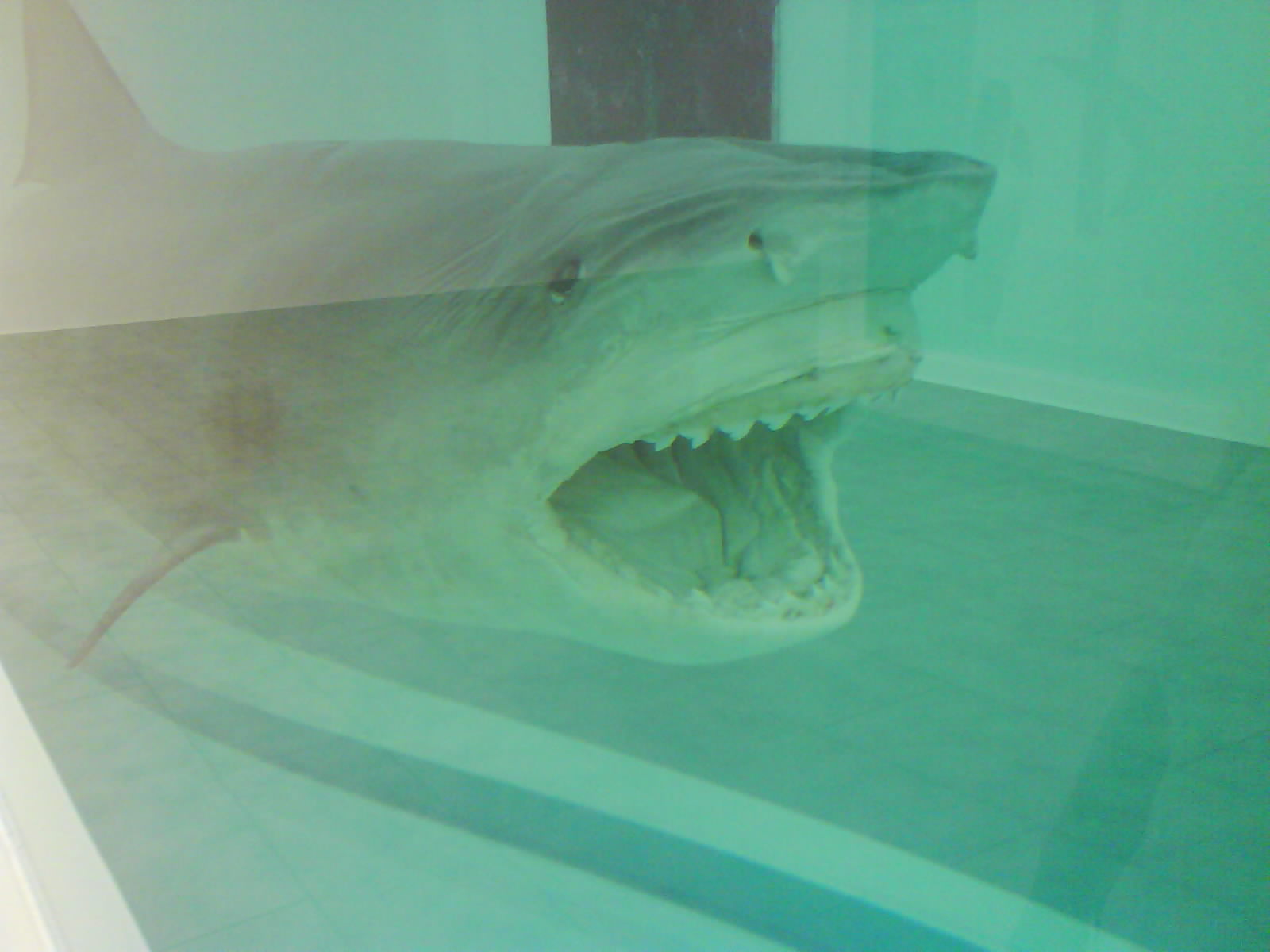
Death Denied (2008).
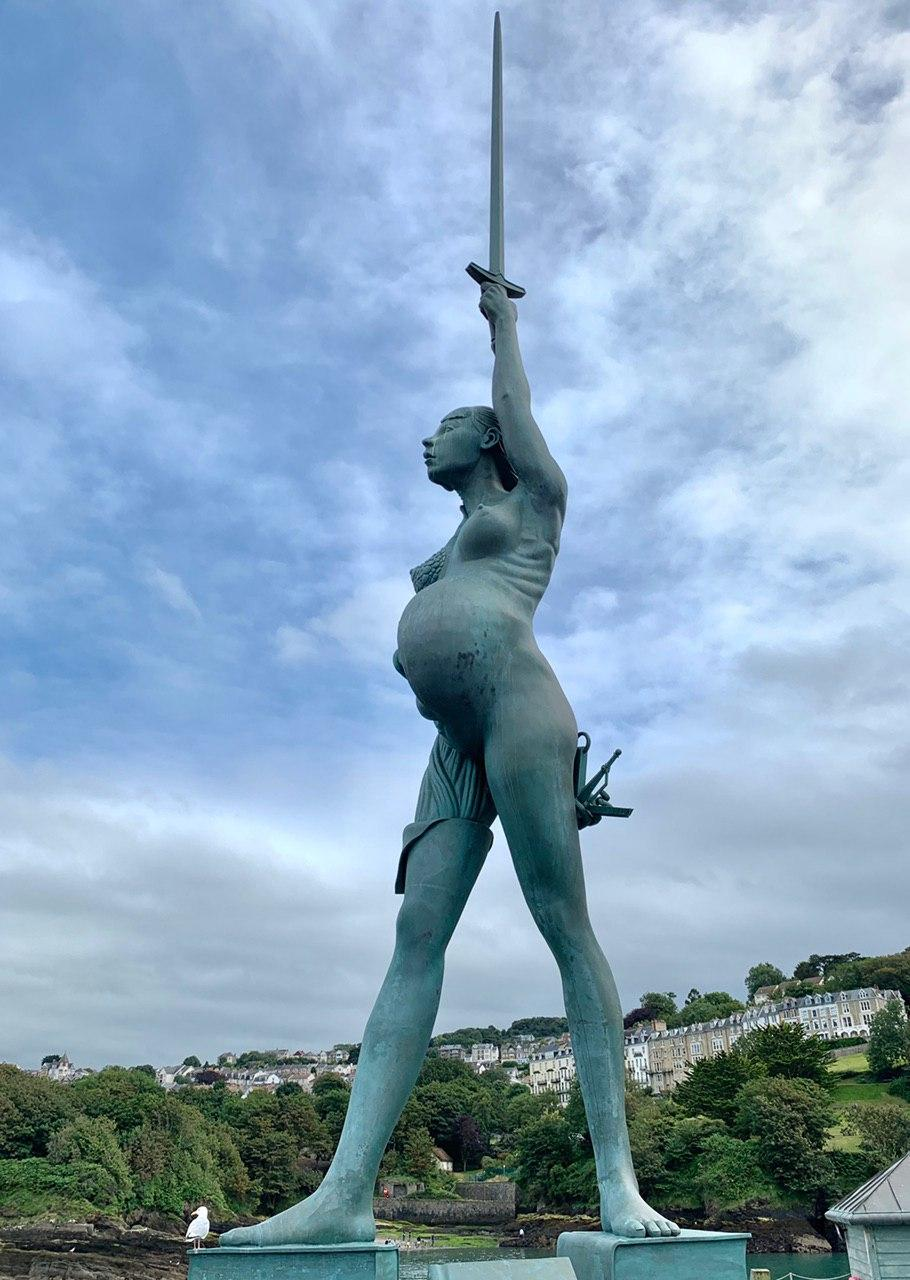
Verity (2012).